# Menniskia ästu så högfärdig
Menniskia ästu så högfärdig är en svensk psalm skriven av Jakob Boëthius.

## Publicerad i
- Den svenska psalmboken 1694 som nummer 328 under rubriken "Psalmer Om ett Christeligt Lefwerne - Emot Högfärd".
- 1695 års psalmbok som nummer 279 under rubriken "Psalmer om ett Christeligit Lefwerne - Emot Högfärd".[1]